# راهنمای غذای خوب
راهنمای غذای خوب (انگلیسی: The Good Food Guide) کتابی است که از سال ۱۹۵۱ به بررسی بهترین رستوران‌ها، میخانه‌ها و کافی‌شاپ‌های بریتانیا پرداخته‌است.
در اکتبر ۲۰۲۱، شخصی به نام آدام هایمن حق نشر این کتاب را از شرکت «ویت‌رز و شرکا» خرید و از بهار ۲۰۲۲ این کتاب به‌صورت نسخهٔ الکترونیکی در دسترس است. این راهنما دیگر سالانه به صورت چاپی منتشر نخواهد شد، بلکه در نرم‌افزار کاربردی منتشر می‌شود که به‌طور مداوم با مدخل‌های جدید و خبرنامه دیجیتال هفتگی راهنمای غذا، راهنمای اماکن و مزایا و امتیازات ارائه‌شده به مشترکان به‌روزرسانی می‌شود.
همه ارزیابی‌ها بر اساس حجم عظیمی از بازخوردی است که از خوانندگان و مشترکان راهنما دریافت می‌شود. علاوه بر این، بازرسی‌های متخصصان غذا به‌صورت ناشناس، به درستی ارزیابی‌های انجام شده کمک می‌کند. داوطلبان ناشناس به صورت مشتری به رستوران‌ها رفته و هزینه هر وعده غذای بازرسی شده را پرداخت می‌شود (مجانی غذا نمی‌خورند)، و خوانندگان راهنما همچنان فعالانه تشویق می‌شوند تا نظرات خود را از طریق وب‌سایت «راهنمای غذای خوب» ارسال کنند، که سپس برای گنجاندن احتمالی در راهنما در نظر گرفته می‌شوند.
ویراستارهای این راهنما در حال حاضر «الیزابت کارتر» و «کلوئی همیلتون» هستند.